# Ligue de football professionnel (France)
Pour la Ligue professionnelle de football (LPF) qui regroupe les clubs professionnels belges, voir Pro League.
Ne doit pas être confondu avec Ligue féminine de football professionnel.
La Ligue de football professionnel (LFP) est une association loi de 1901 qui assure, sous l'autorité de la Fédération Française de Football (FFF), la gestion des activités du football professionnel en France avec notamment l'organisation du championnat de France de football ainsi que du championnat de France de football de deuxième division.
La LFP a également organisé de 1994 à 2020 la Coupe de la Ligue française. Cette compétition ne fut pas reconduite pour la saison 2020-2021.

## Historique

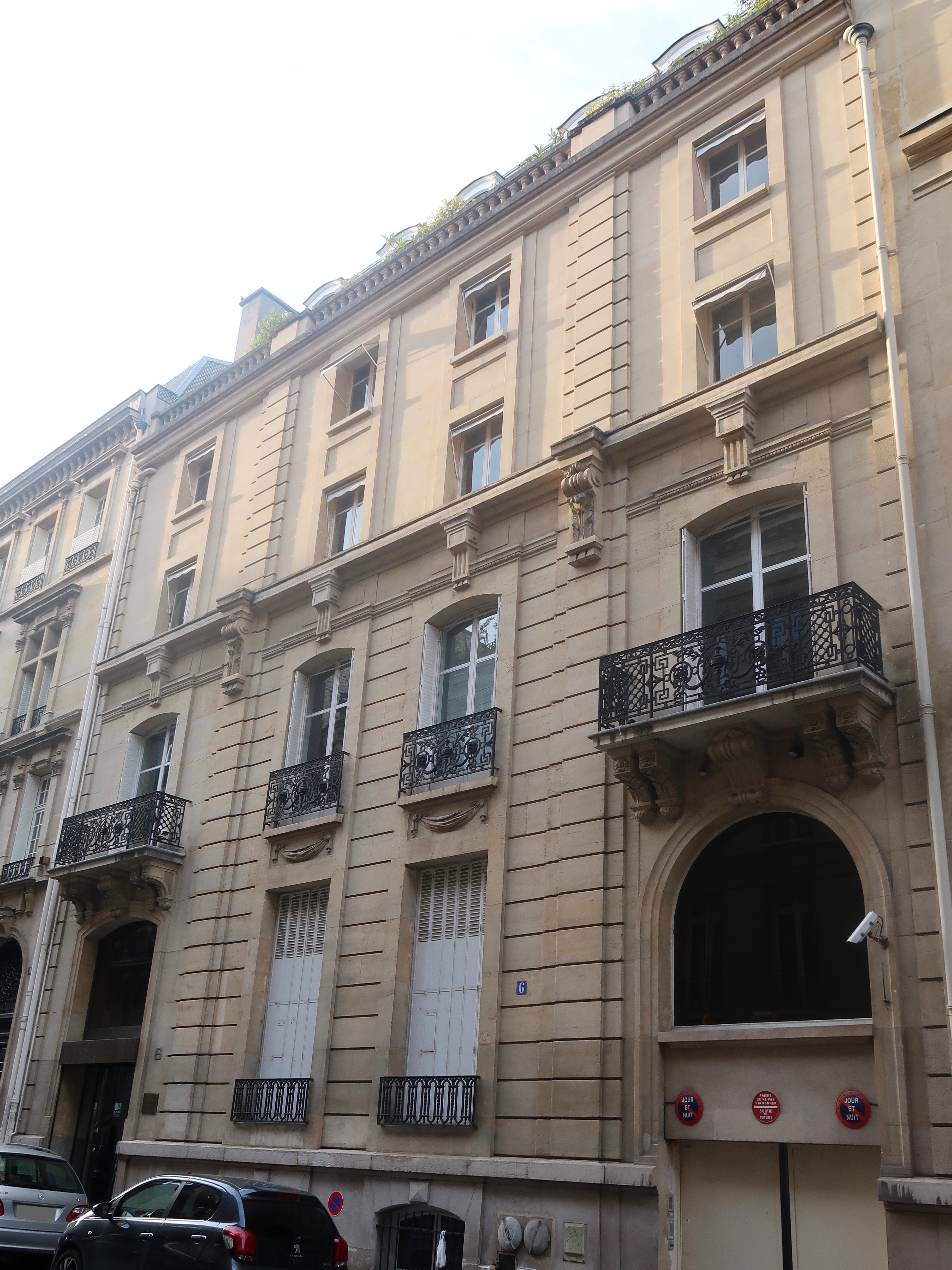
Siège de la LFP au n°6 rue Léo-Delibes (16e arrondissement de Paris).

Les racines de la Ligue remontent à la Libération. Avant la guerre, c'est une simple commission de la Fédération française de football qui chapeaute les clubs dits « autorisés » à rémunérer leurs joueurs. C'est la « Commission du Championnat de France Professionnel » présidée par Emmanuel Gambardella. De plus, une autre commission de la Fédération est chargée du suivi des joueurs pros ; c'est la « Commission de classement et du statut des joueurs professionnels » présidée par Gabriel Hanot. Dès les années 1930, les clubs pros tentèrent bien de mettre sur pied une structure indépendante, mais la Fédération repoussa par vote à plusieurs reprises cette forme de scission. Et l'« Amicale des clubs amateurs utilisant des joueurs professionnels » créée dès le 23 octobre 1932 reste à l'état de coquille vide.
Les affres de la Seconde Guerre mondiale permettent aux clubs professionnels de s'émanciper un peu de la tutelle fédérale. Sous le régime de Vichy, viscéralement hostile au concept de professionnalisme sportif, les clubs professionnels français furent dépossédés de leurs joueurs en 1943 et priés d'aller rejoindre le niveau amateur. C'est la fameuse saison 1943-1944 où un championnat de France des équipes régionales a lieu. Le changement ne dure qu'une seule saison, Libération oblige, mais les clubs sont très remontés contre la Fédération qui n'a pas fait grand-chose pour les préserver. Ainsi, dès les premiers jours de la Libération, les clubs se constituent en « Ligue » qui prend le nom, déjà utilisé avant-guerre, de « Groupement des clubs autorisés » (27 octobre 1944). Ce « Groupement » devient ensuite « Ligue nationale de football » puis retrouve son nom de « Groupement » dans les années 1970, avant de reprendre le nom de « Ligue nationale de football » dans les années 1980-1990. Nouveau changement au début des années 2000 avec la « Ligue de football professionnel ».
La Fédération n'abdiqua pourtant pas à la Libération, et un bras de fer opposa longtemps Fédération et Ligue. Pourtant, deux présidents de la Ligue furent également président de la FFF : Emmanuel Gambardella, qui cumule les deux mandats de 1949 à son décès en 1953, puis Antoine Chiarisoli, également cumulard de 1963 à 1967.

## Mission
La LFP exerce une mission de service public. Elle doit :
- organiser, gérer et réglementer le football professionnel :
  - la LFP organise et gère la Ligue 1 et la Ligue 2 et toutes autres épreuves qu’elle aurait créées, dans la limite de ses compétences,
  - la LFP agit, par divers moyens, afin que soient formés méthodiquement dans les centres de formation de ses clubs, les futurs footballeurs professionnels,
  - la LFP groupe l’élite des footballeurs dans ses clubs membres,
  - la LFP aide à la formation des éducateurs dans le respect des prérogatives de la FFF,
  - la LFP fait en sorte que les joueurs professionnels soient mis à la disposition de la FFF lors des rencontres internationales pour préparer une bonne représentation française.
- financer toutes opérations ou toutes actions aptes à développer les ressources du football professionnel dans le but d’en assurer la promotion,
- appliquer les sanctions prononcées par ses instances vis-à-vis des groupements sportifs membres et de ses licenciés et de toute autre personne liée par les présents statuts,
- assurer la défense des intérêts matériels et moraux du football professionnel.

### Identité visuelle

Logo jusqu'en 2002
Logo de 2002 à 2009.
Logo de 2009 à 2020.
Logo actuel depuis 2020.

## Présidents
| #  | Nom                     | Début             | Fin               | Fonction |
| -- | ----------------------- | ----------------- | ----------------- | --- |
| 01 | Emmanuel Gambardella    | 27 octobre 1944   | 30 août 1953      | président du Groupement des clubs autorisés                                                                                                 |
| 02 | Georges Bayrou          | Septembre 1953    | 5 décembre 1953   | |
| 03 | Paul Nicolas            | 22 décembre 1953  | 13 juin 1956      | |
| 04 | Louis-Bernard Dancausse | 13 juin 1956      | 20 mars 1961      | |
| 05 | Antoine Chiarisoli      | Avril 1961        | Avril 1967        | |
| 06 | Jean Sadoul             | Avril 1967        | 2 septembre 1991  | président de Ligue nationale de Football président du Groupement des clubs autorisés (1970) président de Ligue nationale de Football (1980) |
| 07 | Noël Le Graët           | 19 octobre 1991   | 6 juillet 2000    | |
| 08 | Gérard Bourgoin         | 6 juillet 2000    | 28 mai 2002       | |
| 09 | Frédéric Thiriez        | 28 mai 2002       | 15 avril 2016     | président de la Ligue de Football professionnel                                                                                             |
| 0- | Jean-Pierre Denis       | 27 mai 2016       | 11 novembre 2016  | président par intérim de la Ligue de Football professionnel                                                                                 |
| 10 | Nathalie Boy de la Tour | 11 novembre 2016  | 10 septembre 2020 | présidente de la Ligue de Football professionnel                                                                                            |
| 11 | Vincent Labrune         | 10 septembre 2020 | en cours          | président de la Ligue de Football professionnel                                                                                             |

La rémunération annuelle du président est de 1,2 million d'euros. Après sa réélection en 2024, Vincent Labrune annonce son intention de réduire le montant de cette rémunération sans indiquer dans quelles proportions.

### Autres fonctions
- Jean-Pierre Hugues, secrétaire général puis directeur général[2] : 2005 - mars 2016
- Didier Quillot, directeur général entre mars 2016 et 2020.

## Responsabilité sociale
Source d'insertion professionnelle et de lutte contre les discriminations, la RSE fait partie intégrante des objectifs de la ligue qui travaille sur l'échange de bonnes pratiques.
Sur la saison 2018-2019, la LFP a reversé 76,8 millions d'euros à des causes RSE au sens large, ce qui correspond à près de 4 % de son chiffre d'affaires. Dans le cadre de cette politique RSE et du programme « Révélons nos talents », la Ligue accompagne la formation de jeunes décrocheurs aux métiers du numérique. Par ailleurs, la politique de lutte contre les discriminations (racisme, LGBT) se traduit de différentes façons dont notamment la journée de championnat consacrée avec le port du brassard arc-en-ciel par les arbitres et les nombreuses campagnes de sensibilisation dans les clubs. L'environnement est aussi une part importante des objectifs de la ligue qui a signé un partenariat avec le WWF sur la défense des espèces en voie de disparition.
Les messages RSE sont transmis par le biais des ambassadeurs, des joueurs actuels ou anciens.

## Télévision
En 1977, la chaîne de télévision TF1 et la Ligue s'accordent pour créer une émission hebdomadaire consacrée au football, et notamment à l'actualité du championnat de France : Téléfoot. Longtemps sans diffusion télévisé, le championnat de France est diffusé pour la première fois à la télévision par la chaîne crypté Canal + à partir de la saison 1984-1985 pour une somme de 250 000 francs  déboursé pour chaques matchs (montrant allant de 2 à 3 millions à partir de 1987), le 9 novembre 1984, le match Nantes-Monaco est le premier match diffusé par la chaîne. À partir de la saison 1999-2000, Canal + perd son monopole avec l'arrivée du bouquet satellite TPS comme concurrent dans la diffusion du championnat. À partir de la saison 2005-2006, Canal  + retrouve son monopole avec l'acquisition pour trois saisons de la totalité des matchs championnat pour 600 millions d'euros investis.
À partir de la saison 2008-2009, Canal + reperd son monopole, avec l'arrivée de l'opérateur Orange via la chaîne Orange Sport qui rachète la moitié des droits du championnat pour 208 millions d'euros  annuels pour quatre saisons, Canal + garde cependant la majorité des matchs pour 480 millions d'euros annuels.
À partir de la saison 2012-2013, le groupe BeIn Sport, diffuse la majorité des matchs, 8 par journées soit 304 matchs par saisons, pour 153 millions d'euros, Canal  + conserve quant à lui 2 des meilleurs rencontres par journées soit 76 matchs par saisons.
En 2007, la Ligue de football professionnel attribue des droits de diffusion du magazine dominical à France Télévisions, qui lance France 2 Foot. Un an plus tard, ces mêmes droits sont attribués cette fois à Canal+, qui diffuse depuis les images du championnat dans l'émission Canal Football Club.

## Affaires judiciaires
En novembre 2024, Le parquet national financier (PNF) a lancé une perquisition à la LFP et au domicile de Vincent Labrune, pour des soupçons de détournement de fonds publics,.